# Thomas Lehr
Pour les articles homonymes, voir Lehr (homonymie).
Thomas Lehr, né le 22 novembre 1957 à Spire, est un écrivain allemand.

## Œuvres
Ses œuvres ne sont pas traduites en français.
- Zweiwasser oder Die Bibliothek der Gnade, roman, 1993
- Die Erhörung, roman, 1995
- Nabokovs Katze, 1999
- Frühling, nouvelle, 2001
- 42, roman, 2005
- Tixi Tigerhai und das Geheimnis der Osterinsel, roman jeunesse, 2008,
- September. Fata Morgana, roman, 2010
- Größenwahn passt in die kleinste Hütte, courts textes, 2012
- Schlafende Sonne, 2017